# Берёзовский сельсовет (Кыштовский район)
Берёзовский сельсове́т — сельское поселение в Кыштовском районе Новосибирской области.
Административный центр — село Берёзовка.

## География
Территория поселения общей площадью 122,68 км² расположена на расстоянии 640 километров от областного центра, в 40 километрах от районного центра Кыштовка и в 196 километрах от ближайшей железнодорожной станции Чаны, поэтому имеет не очень выгодное экономико-географическое положение.

## История
Берёзовский сельсовет образован в 1925 году.

## Население
| 2002 | 2008 | 2010 | 2012 | 2013 | 2014 | 2015 |
| ---- | ---- | ---- | ---- | ---- | ---- | ---- |
| 464  | ↘389 | ↘323 | ↘311 | ↘301 | ↘300 | ↘284 |
| 2016 | 2017 | 2018 | 2019 | 2020 | 2021 |      |
| ↘269 | ↘260 | ↘256 | ↘243 | ↘231 | ↘221 |      |

### Национальный состав
Преобладают русские и эстонцы.

## Состав сельского поселения
| № | Населённый пункт | Тип населённого пункта       | Население |
| - | ---------------- | ---------------------------- | --------- |
| 1 | Березовка        | село, административный центр | ↘169      |
| 2 | Беспаловка       | деревня                      | ↗48       |
| 3 | Козловка         | деревня                      | →0        |
| 4 | Николаевка       | деревня                      | ↘106      |